# Ильчук, Порфирий Автономович
Порфирий Автономович Ильчук (1883, Быковцы, Волынская губерния — 24 апреля 1956, Колесники, Ровненская область) — проповедник, миссионер-евангелист и один из основателей пятидесятнического движения на территории Украины в 1-й половине XX века, когда она была частью Польши и Советского Союза.

## Биография
Порфирий родился в 1883 году в селе Быковцы. С 1904 по 1908 год он был призван на службу в Российскую Императорскую армию и служил в Центральной Азии, охраняя южные границы Российской Империи.
Как и многие другие соотечественники, побуждаемый желанием обеспечить семью и найти лучшую жизнь за рубежом, отправился в Соединённые Штаты Америки в апреле 1913 года, незадолго до начала Первой мировой войны, вместе с двумя близкими друзьями. В феврале 1918 года Порфирий встретил Даниила Романюка, который познакомил его с христианством. В мае 1918 года Порфирий принял Иисуса Христа и начал проповедовать благую весть своим друзьям, в конечном итоге став членом местной церкви Ассамблей Бога. В течение семи лет пребывания в Америке Порфирий, сопровождаемый друзьями Йосипом Антонюком и Трофимом Нагорным, регулярно посещал еженедельные служения в церкви пятидесятников российского отделения Ассамблей Бога под руководством Ивана Воронаева и Ивана Гериса.
Поддерживаемый местными пасторами и патронатом Вильгельма Фетлера, он поступил на богословские курсы в Русский Библейский Институт Богословия в Филадельфии, штат Пенсильвания. В период обучения в 1919 году Порфирий впервые встретил Густава Шмидта, Ивана Гериса и Ивана Воронаева, впоследствии заложившего основы для формирования Украинского Союза Пятидесятнических Церквей. Воронаев принялся за евангелизацию уже в США, но именно в Одессе его миссионерские усилия впервые приобрели форму.
В 1920 году Порфирий Ильчук вместе со своими земляками Йосипом Антонюком и Трофимом Нагорным вернулся на Украину после семилетнего отсутствия в качестве евангелиста-миссионера, усилия которого привели к основанию множества церквей в городах Западной Украины, входившей в состав Польши до присоединения в 1939 году к СССР.
С 1 по 3 мая 1924 года в Кременце прошла первая конференция Христиан Святой Пятидесятницы, на которой присутствовали Иван Герис, Порфирий Ильчук, Йосип Антонюк, Трофим Нагорный, Йосип Черский, Михаил Вербицкий и многие другие проповедники. Эта конференция имела большое значение; был принят устав церкви, определено вероисповедания и установлены правила церковной жизни (практика Союза Пятидесятнических Церквей, доктринальные убеждения и принципы). Вопрос военной службы был объявлен вопросом совести для каждого верующего. В конце конференции Йосип Черский и Порфирий Ильчук были рукоположёны в сан священства, став одними из первых пресвитеров и епископов братства пятидесятников на Украине.
На протяжении своего служения Порфирий сталкивался с преследованиями со стороны властей и был неоднократно заключён в тюрьму за свои убеждения и за проповедь Евангелия в Советском Союзе.
Был женат на Марии Ильчук. Умер 24 апреля 1956 года.